# رايخ مارك
رايخ مارك (بالألمانية: Reichsmark) هي عملة ألمانيا الرسمية من 1924 حتى 20 يونيو 1948 ينقسم كل رايش مارك واحد إلى 100 وحدة صغيرة تدعى Reichspfennig ، استبدل الرايخ مارك بالمارك ألماني عام 1948.
استُخدم الرايخ مارك في منطقة الاحتلال السوفييتي في ألمانيا حتى 23 يونيو 1948، حيث استُبدِل بالمارك الألماني الشرقي. قُسِّمَ الرايخ مارك إلى 100 رايخ بفنغ (Rpf أو ℛ︁₰).  المارك هو مقياس وزن جرماني قديم، كان تقليديًا يساوي نصف رطل، واستخدم لاحقًا للعديد من العملات المعدنية؛ أما كلمة "رايخ" (Reich)، والتي تعني "إمبراطورية" أو "مملكة"، فتعود إلى الاسم الرسمي للدولة الألمانية من 1871 إلى 1945، Deutsches Reich.

## تاريخ
قُدِّم الرايخ مارك في عام 1924 كبديل دائم للمارك الورقي. وكان هذا ضروريا بسبب التضخم الذي شهدته ألمانيا في عشرينيات القرن العشرين، والذي بلغ ذروته في عام 1923. كان سعر الصرف بين المارك الورقي القديم والرايخ مارك 1 ℛ = 10 12 ℳ ︁ (تريليون في اللغة الإنجليزية الأمريكية والفرنسية، ومليار في اللغة الألمانية وغيرها من اللغات الأوروبية والإنجليزية البريطانية في ذلك الوقت؛ انظر المقياس الطويل والقصير). ولتحقيق الاستقرار في الاقتصاد وتسهيل عملية الانتقال، لم يُستبدل المارك الورقي بالرايخ مارك بشكل مباشر، بل بالرنتن مارك، وهي عملة مؤقتة يدعمها بنك دويتشه رينتن ‏، الذي يمتلك أصولاً عقارية صناعية وزراعية. رُبِطَ الرايخ مارك بمعيار الذهب بالسعر المستخدم سابقًا من قبل المارك الذهبي، حيث كان الدولار الأمريكي يساوي 4.20 ℛ. 

### التوسع خارج نطاق الرايخ مارك
خلال هذه الفترة أُنشِئ عدد من الشركات الوهمية ومُنِحَت الإذن لإصدار سندات خارج الرايخ مارك من أجل تمويل مشاريع الدولة.  يمكن استبدالها اسميًا بمعدل 1:1 بالرايخ مارك، ولكن بعد ذلك قام الرايخ بنك بخصمها، مما أدى إلى توسع نقدي سري دون التخلي رسميًا عن معيار الذهب للرايخ مارك. 

### الحرب العالمية الثانية
مع ضم دولة النمسا الاتحادية إلى ألمانيا في عام 1938، حل الرايخ مارك محل الشلن النمساوي. خلال الحرب العالمية الثانية، أنشأت ألمانيا أسعار صرف ثابتة بين الرايخ مارك وعملات البلدان المحتلة والحلفاء، والتي حُدِّدَت في كثير من الأحيان بطريقة تمنح فوائد اقتصادية للجنود الألمان والمقاولين المدنيين، الذين كانوا يحصلون على أجورهم بالعملة المحلية. وكانت الأسعار على النحو التالي:
| العملة                               | تاريخ التحديد | القيمة لكل رايخ مارك |
| ------------------------------------ | ------------- | -------------------- |
| فرنك بلجيكي                          | مايو 1940     | Fr 100               |
| فرنك بلجيكي                          | يوليو 1940    | Fr 125               |
| كرونة بوهيميا ومورافيا               | أبريل 1939    | K 100                |
| ليف بلغاري                           | 1940          | Lev 333.33           |
| كرونة دنماركية                       | 1940          | DKr 10               |
| فرنك فرنسي                           | مايو 1940     | Fr 200               |
| ليرة إيطالية                         | 1943          | Lit 100              |
| فرنك لوكسمبورغ                       | مايو 1940     | Fr 40                |
| فرنك لوكسمبورغ                       | يوليو 1940    | Fr 100               |
| خولده هولندي                         | 10 مايو 1940  | ƒ6.66                |
| خولده هولندي                         | 17 يوليو 1940 | ƒ7.57                |
| كرونة نرويجية                        | 1940          | NKr 13.33            |
| كرونة نرويجية                        | ?             | NKr 17.50            |
| زلوتي بولندي                         | 1939          | zł 20                |
| جنيه إسترليني (جزر القتال الإنجليزي) | 1940          | £0 17s d             |
| كونا كرواتية                         | أبريل 1941    | Kn 200               |
| كرونة سلوفاكية                       | 1939          | Sk 100               |
| كرونة سلوفاكية                       | 1 أكتوبر 1940 | Sk 116.20            |
| مارك فنلندي                          | 1941          | FMk 197.44           |

### ما بعد الحرب
بعد الحرب العالمية الثانية، استمر تداول الرايخ مارك في ألمانيا، ولكن مع طباعة أوراق نقدية جديدة ( مارك الاحتلال المتحالف ‏ ) في الولايات المتحدة وفي المنطقة السوفييتية، بالإضافة إلى العملات المعدنية (بدون الصليب المعقوف). أدى التضخم في الأشهر الأخيرة من الحرب إلى خفض قيمة الرايخ مارك من 2.50 رايخ مارك = 1 دولار أمريكي إلى 10 رايخ مارك= 1 دولار أمريكي، وظهر اقتصادي المقايضة بسبب التراجع السريع في قيمة العملة. اُستُبدِل الرايخ مارك بالمارك الألماني بمعدل 10:1 (1:1 للنقد والحسابات الجارية) في يونيو 1948 في منطقة الثلاثي  وفي وقت لاحق من نفس العام بالمارك الألماني الشرقي في منطقة الاحتلال السوفيتي. يعتبر إصلاح العملة عام 1948 تحت إشراف لودفيغ إيرهارت بداية التعافي الاقتصادي في ألمانيا الغربية؛ ومع ذلك، فإن الخطة السرية لإدخال المارك الألماني في منطقة الثلاثي صاغها الاقتصادي إدوارد أ. تينينباوم من الحكومة العسكرية الأمريكية، ونُفِّذَت فجأة في 21 يونيو 1948. وبعد ثلاثة أيام، حلت العملة الجديدة أيضًا محل الرايخ مارك في القطاعات الثلاثة الغربية في برلين. في نوفمبر 1945، حلت العملة النمساوية الثانية محل الرايخ مارك. في عام 1947، قُدِّمَت علامة السار، والتي اُستُبدِلَت لاحقًا بفرنك السار، في منطقة السار. 

## عملات معدنية

### الفئات
في عام 1924، قُدِّمَت العملات المعدنية بفئات 1 ︁ ₰، و2 ℛ︁₰، و5 ℛ︁₰ ‏، و10 ℛ︁₰، و 50 ℛ︁₰، و1 ℳ︁ و3 ℳ︁. 

### 4 رايخ بفنغ
صدرت عملات رايخ بفنغ المعدنية في عام 1932 كجزء من محاولة فاشلة من قبل مستشار الرايخ هاينريش برونينغ لخفض الأسعار من خلال استخدام قطع بقيمة 4 رايخ بفنغ بدلاً من عملات بقيمة 5 رايخ بفنغ. معروف باسم برونينغ تالر أو أرمر هاينريش ("المسكين هاينريش")، أُلغي تداولها في العام التالي. انظر Brüningtaler (بالألمانية) . انخفضت جودة عملات الرايخ مارك بشكل متزايد مع نهاية الحرب العالمية الثانية وأصبحت الأخطاء المطبعية تحدث بشكل متكرر.   نظرًا لأن العملة المعدنية 4 رايخ بفنغ كانت أكبر قليلاً من العملة المعدنية 1مارك وكان النسر الإمبراطوري يبدو مشابهًا، فقد جرت محاولة لتمريرها على أنها عملة معدنية بقيمة 1 رايخ مارك عن طريق طلاء العملة المعدنية 4 رايخ بفنغ بالفضة. 

### 10 رايخ بفنغ
سُكَّت عملة 10 رايخ بفنغ المعدنية، المصنوعة بالكامل من الزنك، من قبل ألمانيا النازية بين عامي 1940 و1945 أثناء الحرب العالمية الثانية، لتحل محل النسخة المصنوعة من الألومنيوم والبرونز، والتي كانت ذات لون ذهبي مميز. كانت قيمتها تساوي 1⁄10 من الرايخ مارك. تعد فئة 10 رايخ مارك من نوع إصدارات الطوارئ، وهي مماثلة لعملات الزنك 1 رايخ بفنغ و 5 رايخ بفنغ، وعملات الألومنيوم 50 رايخ بفنغ من نفس الفترة.

## علامات السك
كان لدى ألمانيا النازية عدد من دور السك. كان لكل موقع سك حرفه الخاص الذي يمكن التعرف عليه. ومن الممكن بالتالي تحديد أي دار سك أنتج أي عملة على وجه التحديد من خلال ملاحظة علامة دار السك على العملة. لم يكن من المسموح لجميع دور سك العملة إنتاج العملات المعدنية كل عام. كما سُمِحَ لدور سك العملة بإنتاج عدد محدد فقط من العملات المعدنية، مع تخصيص إنتاج أكبر لبعض دور سك العملة مقارنة بغيرها. ولذلك فإن بعض العملات التي تحمل علامات دار سك النقود الخاصة تكون أكثر ندرة من غيرها. مع عملات 2 رايخ مارك و 5 رايخ مارك الفضية، توجد علامة الدار أسفل التاريخ على الجانب الأيسر من العملة المعدنية. بالنسبة لعملات رايخ بفنغ ذات الفئة الأصغر، توجد علامة الدار في الجزء السفلي الأوسط من العملة.
| علامة السك | موقع السك                                                            | ملحوظات         | مراجع  |
| ---------- | -------------------------------------------------------------------- | --------------- | ------ |
| أ          | دار سك العملة في برلين، ألمانيا                                      | عاصمة المانيا   | [ 14 ] |
| ب          | دار سك العملة النمساوية ‏ فيينا، النمسا                               | عاصمة النمسا    | [ 14 ] |
| د          | دار سك العملة البافارية المركزية، ميونخ، ألمانيا                     | عاصمة بافاريا   | [ 14 ] |
| هـ         | Muldenhütten Mint [münzstätte muldenhütten] بالقرب من درسدن، ألمانيا | عاصمة ساكسونيا  | [ 14 ] |
| ف          | Stuttgart State Mint [staatliche münze stuttgart] شتوتغارت، ألمانيا  | عاصمة فورتمبيرغ | [ 14 ] |
| ج          | Karlsruhe State Mint [staatliche münze karlsruhe] كارلسروه، ألمانيا  | عاصمة بادن      | [ 14 ] |
| ج          | دار سك العملة في ‏ هامبورغ، ألمانيا                                   |                 | [ 14 ] |

## سك العملات

### 1940
| سنة     | السك        | ملحوظات |
| ------- | ----------- | ------- |
| 1940 أ  | 212,948,000 |         |
| 1940 ب  | 76,274,000  |         |
| 1940 د  | 45,434,000  |         |
| 1940 هـ | 34,350,000  |         |
| 1940 ف  | 27,603,000  |         |
| 1940 ج  | 27,308,000  |         |
| 1940 ج  | 41,678,000  |         |

### 1941
| سنة     | السك        | ملحوظات |
| ------- | ----------- | ------- |
| 1941 أ  | 240,284,000 |         |
| 1941 ب  | 70,747,000  |         |
| 1941 د  | 77,560,000  |         |
| 1941 هـ | 36,548,000  |         |
| 1941 ف  | 42,834,000  |         |
| 1941 ج  | 28,765,000  |         |
| 1941 ج  | 30,525,000  |         |

### 1942
| سنة     | السك        | ملحوظات |
| ------- | ----------- | ------- |
| 1942 أ  | 184,545,000 |         |
| 1942 ب  | 16,329,000  |         |
| 1942 د  | 40,852,000  |         |
| 1942 هـ | 18,334,000  |         |
| 1942 ف  | 32,690,000  |         |
| 1942 ج  | 20,295,000  |         |
| 1942 ج  | 29,957,000  |         |

### 1943
| سنة     | السك        | ملحوظات |
| ------- | ----------- | ------- |
| 1943 أ  | 157,357,000 |         |
| 1943 ب  | 11,940,000  |         |
| 1943 د  | 17,304,000  |         |
| 1943 هـ | 10,445,000  |         |
| 1943 ف  | 24,804,000  |         |
| 1943 ج  | 3,618,000   | نادر    |
| 1943 ج  | 1,821,000   | نادر    |

### 1944
| سنة     | السك       | ملحوظات |
| ------- | ---------- | ------- |
| 1944 أ  | 84,164,000 |         |
| 1944 ب  | 40,781,000 |         |
| 1944 د  | 30,369,000 |         |
| 1944 هـ | 29,963,000 |         |
| 1944 ف  | 19,639,000 |         |
| 1944 ج  | 13,023,000 |         |

## الأوراق النقدية
قُدِّمَت الأوراق النقدية الأولى من فئة الرايخ مارك من قبل بنك الرايخ والبنوك الحكومية مثل تلك الموجودة في بافاريا، وساكسونيا، وبادن. صدر أول إصدار لبنك الرايخ في عام 1924 بفئات 10رايخ مارك, 20 رايخ مارك، 50 رايخ مارك، 100 رايخ مارك، 1000 رايخ مارك. وتبع ذلك إصدار ثانٍ من نفس الفئات، يعود تاريخه إلى الفترة ما بين 1929 و1936. العدد الثاني احتفى بالأشخاص الذين قدموا مساهمات في الزراعة، والصناعة، والاقتصاد، والعلوم، والهندسة المعمارية الألمانية: 10رايخ مارك صدرت في عام 1929 تخليداً لذكرى المهندس الزراعي ألبريشت ثاير ‏ ؛ 20 رايخ مارك صدرت في عام 1929 تخليداً لذكرى المهندس والمخترع والصناعي فيرنر فون سيمنز ؛ 50 رايخ مارك صدرت في عام 1933 تخليدًا لذكرى السياسي والمصرفي البروسي ديفيد هانسمان ‏؛ 100 رايخ مارك صدرت في عام 1935 تخليدًا لذكرى الكيميائي و"أب صناعة الأسمدة" يوستوس فون ليبيغ ؛ 1,000 رايخ مارك صدرت في عام 1936 تخليداً لذكرى المهندس المعماري البروسي كارل فريدريش شينكل.
طُرِحَ إصدار أحدث من ورقة 20 رايخ مارك النقدية في عام 1939، باستخدام تصميم مأخوذ من نوع الورقة النقدية النمساوية غير المصدرة S 100.  تأُصدِرَت الأوراق النقدية من فئة 5 رايخ مارك في عام 1942. خلال هذه الفترة، أصدر بنك رينتن أيضًا أوراقًا نقدية مقومة بالرنتن مارك، معظمها من فئة 1 و2 رينتن مارك.
استعدادًا لاحتلال ألمانيا، أصدرت الولايات المتحدة أوراق نقدية للاحتلال تعود إلى عام 1944، طبعتها شركة فوربز للطباعة الحجرية في بوسطن بألوان متشابهة وبأحجام مختلفة لمجموعات الفئات. أُصدِرَت الأوراق النقدية لـفئات 1⁄2 مارك ، و1 مارك، و5 مارك، و10 مارك، و20 مارك، و50 مارك، و100 مارك، و1000 مارك، كان المُصدِّر هو Alliierte Militärbehörde ("السلطات العسكرية المتحالفة") مع In Umlauf gesetzt in Deutschland (متداول بشكل قانوني في ألمانيا) مطبوعة على الوجه الأمامي.
وكانت هذه الأوراق النقدية قابلة للتحويل إلى الدولار الأمريكي بمعدل 10:1. وبرؤية فرصة للحصول على العملة الصعبة الأجنبية، طالب الاتحاد السوفييتي بنسخ من ألواح النقش والحبر والمعدات المرتبطة بها في أوائل عام 1944، وفي 14 أبريل 1944، سمح هنري مورغنثاو وهاري ديكستر وايت من وزارة الخزانة الأمريكية بنقل هذه المعدات جواً إلى الاتحاد السوفييتي. باستخدام مطبعة في مدينة لايبزيغ المحتلة، قامت السلطات السوفيتية بطباعة كميات كبيرة من مارك الاحتلال لملء الخزائن السوفيتية بالدولارات، مما تسبب في التضخم وعدم الاستقرار المالي. توصل تحقيق أجراه الكونغرس الأمريكي (جلسات استماع معاملات عملة الاحتلال أمام لجنة المخصصات والقوات المسلحة والخدمات المصرفية والعملة بمجلس الشيوخ الأمريكي، 1947) إلى أن حوالي 380 مليون دولار "أكثر من المخصصات" من العملة المتداولة.
في عام 1947، أصدرت ولاية راينلاند بالاتينات أوراقًا تحتوي على كتابة Geldschein بقيمة 5، و10، و100 جنيه إسترليني.

## عملة الرايخ مارك العسكرية

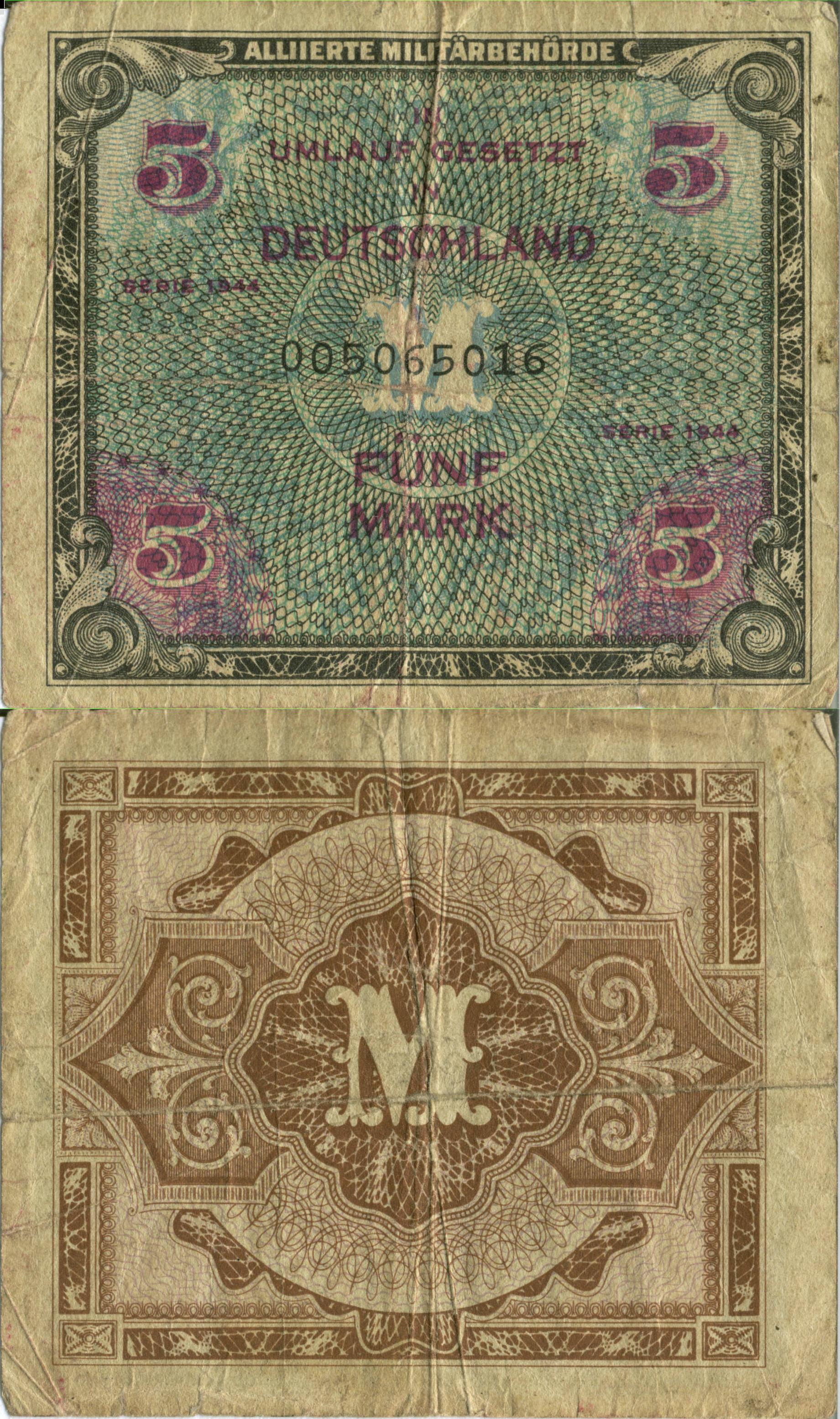
كلا جانبي ورقة نقدية بقيمة "5 مارك"، صدرت باعتبارها "عملة عسكرية للحلفاء" لاستخدامها بين قوات الحلفاء في ألمانيا

صدرت إصدارات خاصة من عملة الرايخ مارك لاستخدامها من قبل الفيرماخت من عام 1942 إلى عام 1944. كان الإصدار الأول مقومًا بفئات 1 رايخ بفنغ، و5 رايخ بفنغ، و10 رايخ بفنغ، و50 رايخ بفنغ، و 1 رايخ مارك، ولكن قيمتها كانت 1 رايخ بفنغ عسكري = 10 رايخ بفنغ مدني. طُبِعَت هذه السلسلة على جانب واحد فقط. عملات العدد الثاني من1، و5، و10، و50 رايخ مارك كانت مساوية في القيمة للمارك الألماني العادي، وكانت مطبوعة على كلا الجانبين.
الورقة النقدية فئة 5 مارك الموضحة، من الأمام والخلف، هي عملة عسكرية تابعة للحلفاء ("AMC") مطبوعة في شركة Forbes Lithograph Manufacturing Company في بوسطن لألمانيا المحتلة. كانت هناك مراكز قيادة عسكرية مختلفة لكل منطقة محررة في أوروبا.

## معرض صور

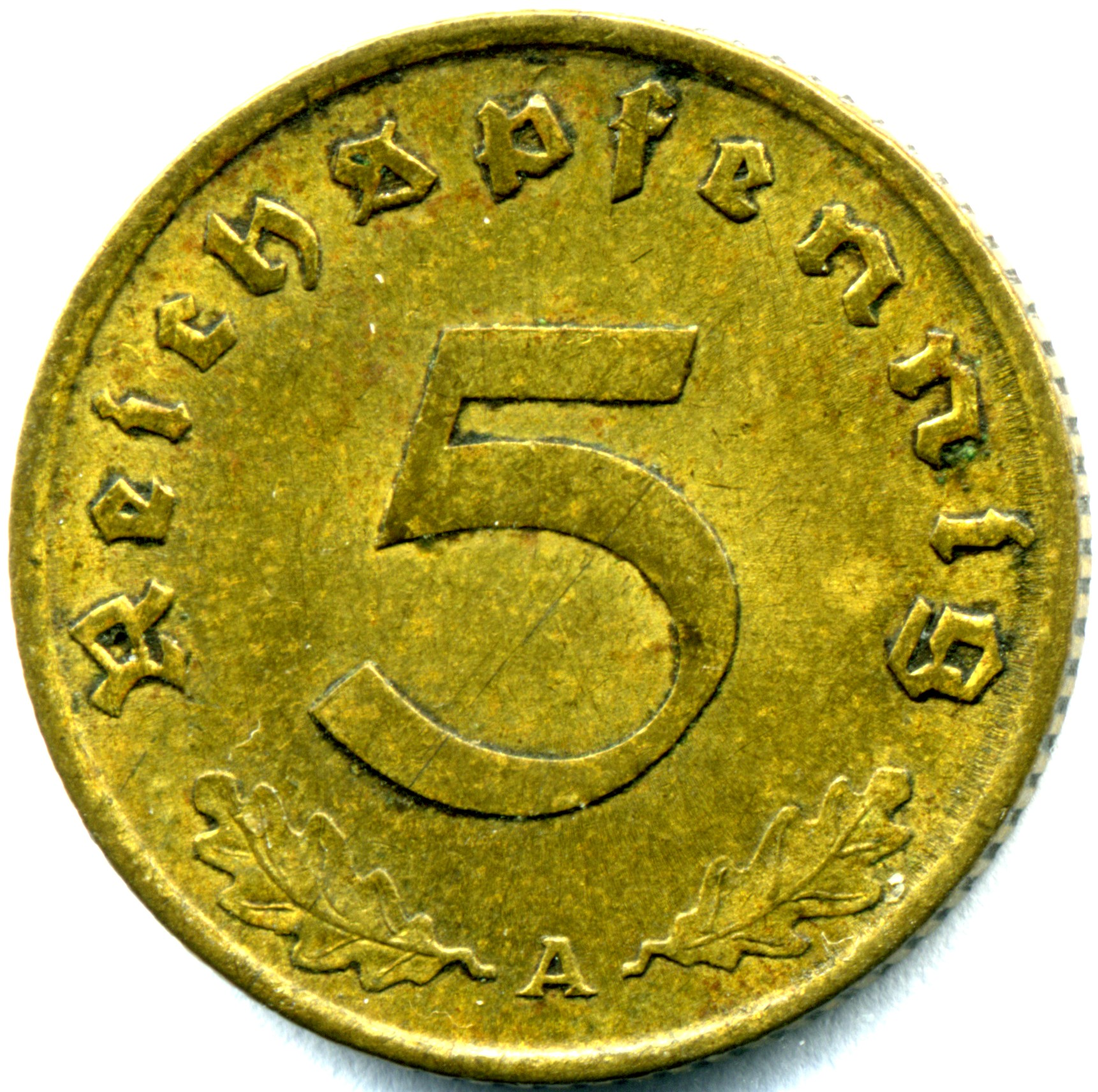
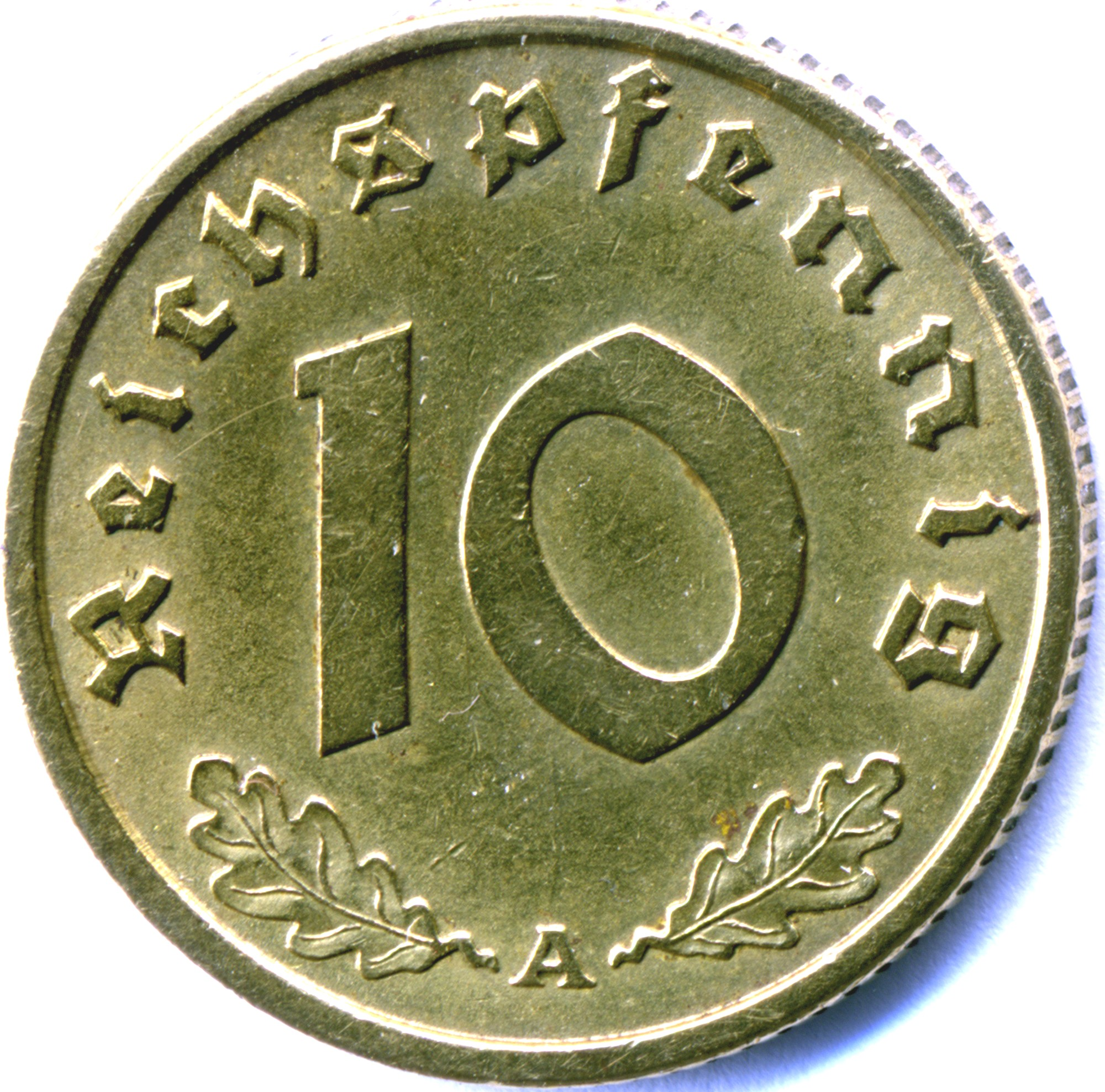
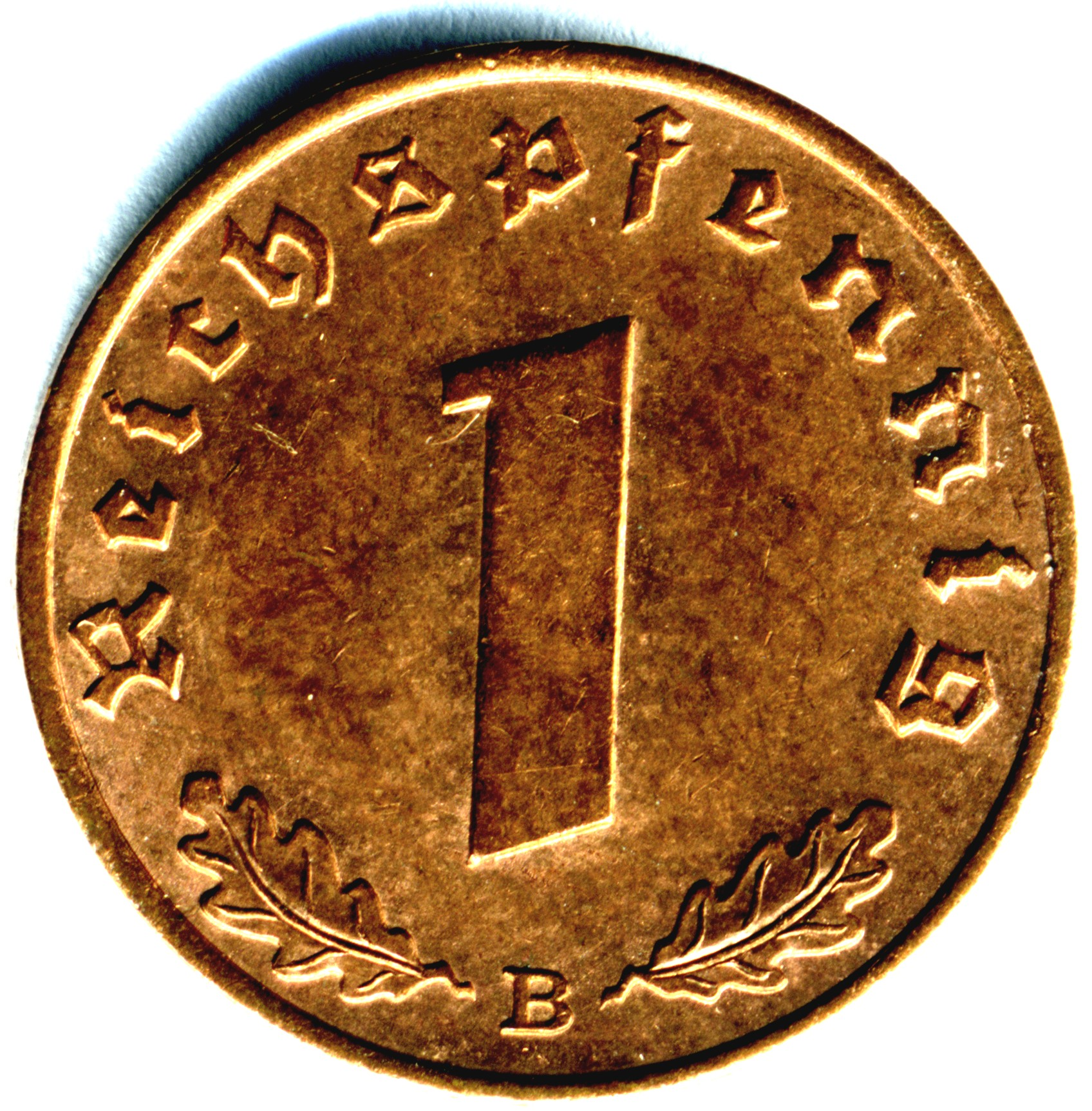
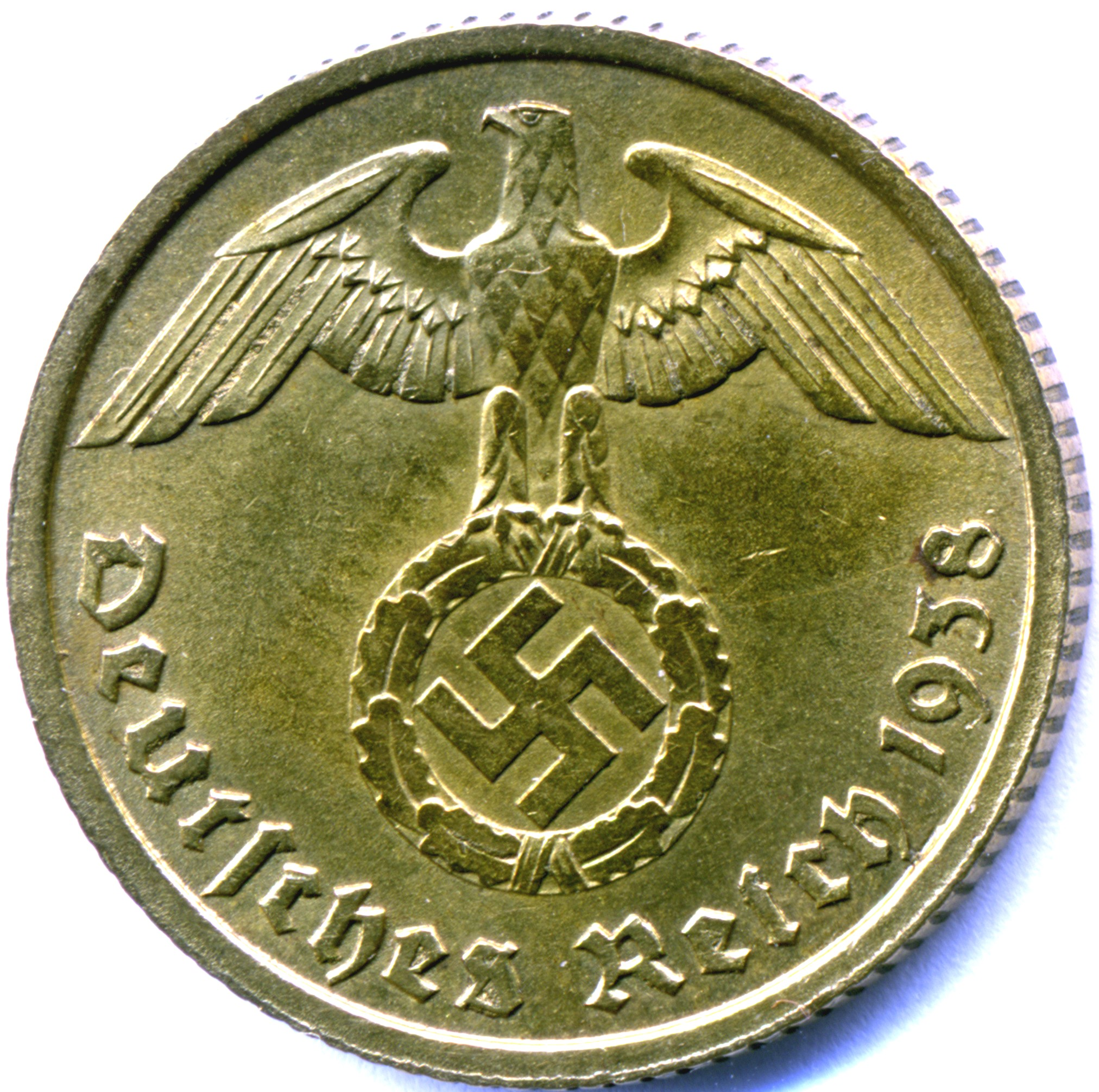